# Bomolocha obscura
Bomolocha obscura là một loài bướm đêm trong họ Noctuidae.